# Escudo de la provincia de Gerona

Escudo de la Diputación Provincial de Gerona.

## Blasonado
El escudo de la diputación de Gerona se define por el siguiente blasón:
Escudo losanjado: de oro, cuatro palos de gules con un escusón losanjado de verado de argén y gules; la bordura de oro cuartelada en sotuer de gules y oro. Por timbre una corona mural de provincia.

## Historia
El escudo empleado por la Diputación Provincial de Gerona fue aprobado el 21 de febrero de 2001, publicado en el DOGC el 8 de marzo del mismo año con el número de DOGC 3343. Fue objeto de una modificación el 1 de agosto del mismo año.
Este escudo recoge escusón con el verado de ondas de gules y plata que es símbolo tradicional e identificativo de la ciudad de Gerona desde el siglo XIII, acompañado de las Barras de Aragón, símbolo de Cataluña.
En el escudo de la Diputación la forma del escusón es losanjado y no, como en el caso del escudo de la ciudad de Gerona, cuadrilongo ibérico o español. 
La bordura ha incorporado el esmalte (gules) y el metal (oro) de las Barras de Aragón. La corona mural de dieciséis torres es empleada en la heráldica de Cataluña como insignia propia de las Diputaciones Provinciales.